# Дрянново
Дря́нново (рос. Дрянново) — присілок у складі Шадрінського району Курганської області, Росія. Входить до складу Мальцевської сільської ради.
Населення — 207 осіб (2010, 257 у 2002).
Національний склад станом на 2002 рік: росіяни — 97 %.